# HIP 11952
HIP 11952 (HD 16031) är en ensam stjärna belägen i den mellersta delen av stjärnbilden Valfisken. Den har en skenbar magnitud av ca 9,85 och kräver ett teleskop för att kunna observeras. Baserat på parallaxenligt Gaia EarlyDa ta Release 3 på ca 8,23 mas beräknas den befinna sig på ett avstånd av ca  376 ljusår (ca  115 parsec) från solen. Den rör sig bort från solen med en heliocentrisk radialhastighet av ca 23,6 km/s.

## Observation
År 2012 tillkännagavs att HIP 11952 hade två jätteplaneter, vilket skulle ha gjort den till den äldsta och mest metallfattiga planetvärdstjärnan som är känd. Detta skulle ha utgjort en utmaning för teorin om planetbildning, eftersom chansen att en planet skulle bildas så tidigt i universums historia, med en så liten mängd tunga element att bilda planeter med, tros vara mycket liten.
Ytterligare mätningar av HIP 11952 gjordes under 35 nätter under cirka 150 dygn från 7 augusti 2012 till 6 januari 2013, med hjälp av den nyinstallerade högupplösta spektrografen HARPS-N vid 3,58 m Telescopio Nazionale Galileo på La Palma (Kanarieöarna) och HARPS vid European Southern Observatory's 3,6 m teleskop på La Silla (Chile). Efter sin analys kunde de med säkerhet utesluta, genom icke-detektering, närvaron av de två jätteplaneterna med perioder på 6,95 ± 0,01 dygn och 290,0 ± 16,2 dygn De resonerade också att de tidigare felaktiga upptäckterna troligen berodde på instrumentmätfel. Omanalys av FEROS-data visade ett problem med den barycentriska korrigeringen som användes för att härleda de radiella hastigheterna, vilket hade lett till det felaktiga upptäcktsanspråket.

## Egenskaper
HIP 11952 är en gul till vit stjärna i huvudserien av spektralklass F2 V-IV. Tidigare analyser har konstaterat att stjärnan är en G8 III jättestjärna och en F0 V huvudseriestjärna. (Stjärnans klassificering är osäker; läs det citerade dokumentet för mer information.)  Den har en massa av ca 0,83 solmassa, en radie av ca 1,6 solradie och har en effektiv temperatur av ca 6&nbs000 K. Stjärnan har en metallicitet på endast 1 procent av solens. Den närmar sig slutet av dess tid i huvudserien och kommer snart att börja övergången till en röd jätte.